# Batu Rancang
Batu Rancang is een bestuurslaag in het regentschap Padang Lawas Utara van de provincie Noord-Sumatra, Indonesië. Batu Rancang telt 63 inwoners (volkstelling 2010).